# Dosierhilfe

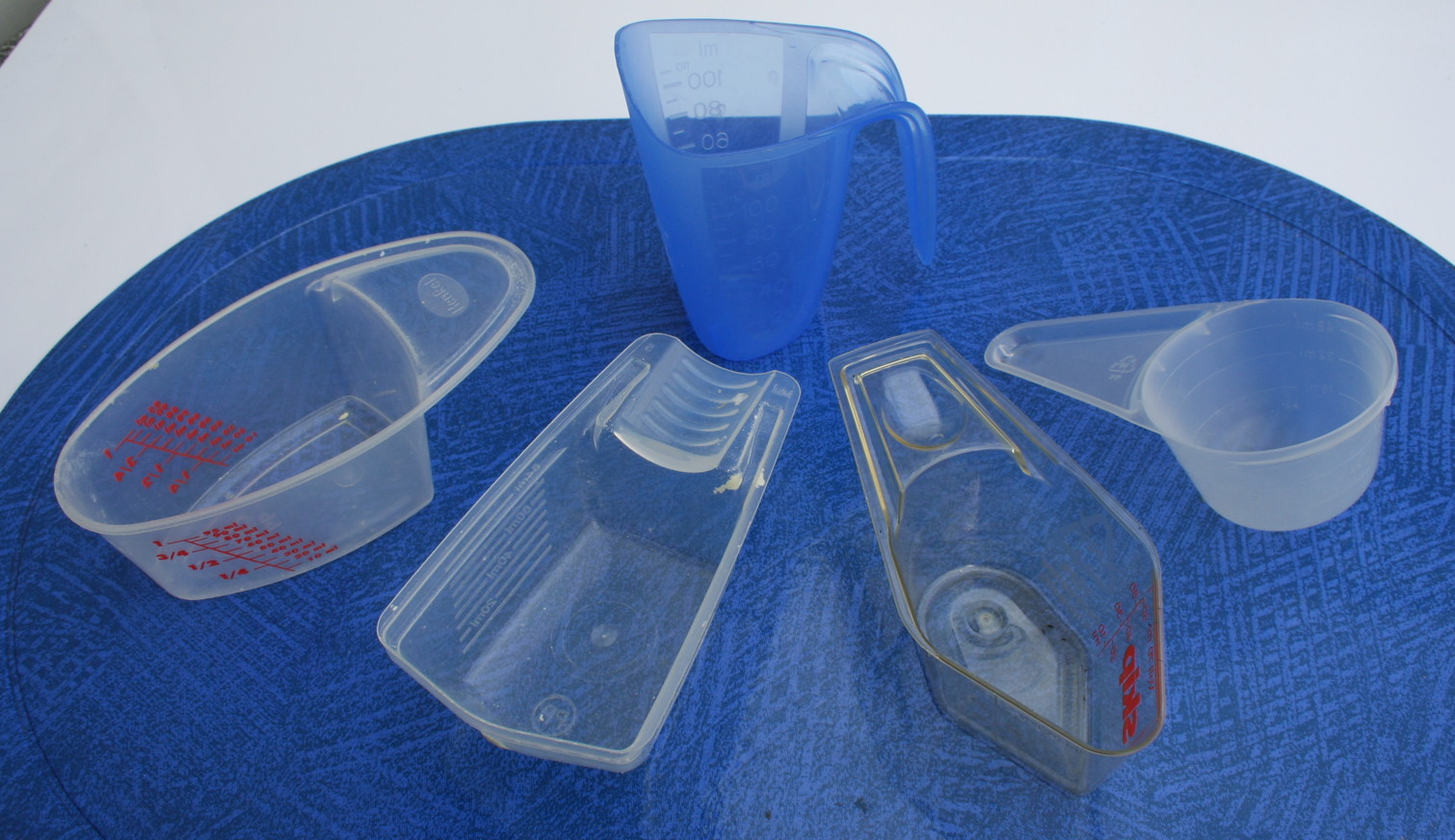
Dosierhilfen verschiedener Hersteller

Eine Dosierhilfe ist ein Hilfsgerät (ähnlich einem Messbecher) zur korrekten Dosierung einer Substanz. Dosierhilfen sind für flüssige oder feste Substanzen bestimmt und oft mit einer Skala (Mensur) versehen. 
Dosierhilfen gibt es u. a. für Medikamente, Waschmittel (fest und flüssig) und weitere chemische Substanzen. 

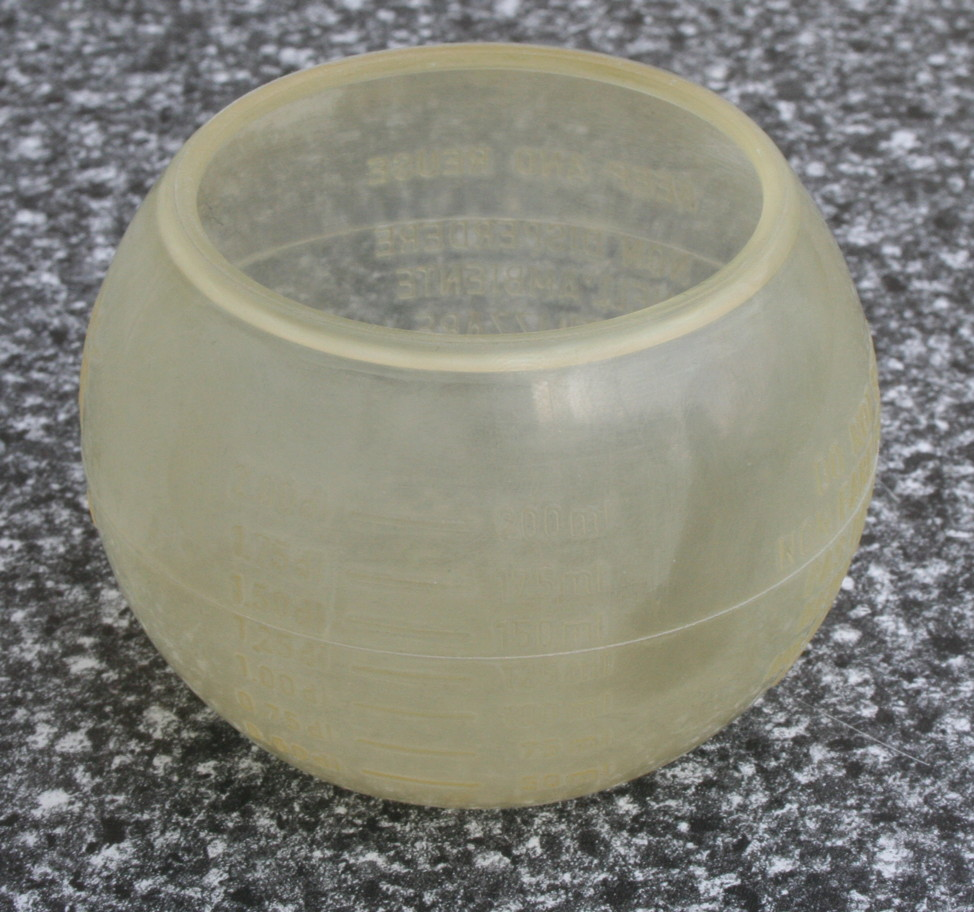
Dosierkugel aus Kunststoff

Für Waschmittel sollen Dosierhilfen (etwa in Form einer Dosierkugel) neben der Abmessung auch der Verteilung des Waschmittels in der Waschmaschine und dem Umweltschutz dienen. 
Kritisiert wird an Dosierhilfen, dass mit ihnen zuweilen eine richtige Dosierung erschwert wird, da sie sich nicht gut ablesen lassen und eine Einteilung fehle.
- siehe auch: Schöpfmaß